# Naravni rezervat Pădurea Domnească
Naravni rezervat Pădurea Domnească (romunsko Rezervația naturală Pădurea Domnească, izgovor: [pədure̯a domne̯askə], v prevodu Naravni rezervat knežjega gozda) je znanstveni rezervat v okrožju Glodeni v Moldaviji, ki je bil ustanovljen leta 1993. Pokriva površino 6032 hektarjev, največ od vseh moldavskih. znanstvenih rezervatov.
Pădurea Domnească se razteza ob bregu reke Prut, ob meji Moldavije z Romunijo. Najbližje naselje je Glodeni. 

## Biodiverziteta
Pădurea Domnească je edino območje v Moldaviji, kjer živijo evropski bizoni (znanstveno ime Bison bonasus). Vrsta je v državi uvrščena kot izumrla. Bizone, ki so pred tem izginili na ozemlju Moldavije, so leta 2005 pripeljali iz poljskih narodnih parkov  Kampinos in Beloveška pušča (Białowieża). Nato sta en samec in dve samici živela v rezervatu s površino 32 hektarjev. Leta 2018 je bilo v rezervatu že sedem bizonov. Leta 2019 se je Moldavija pogajala z Ministrstvom za okolje Belorusije o izmenjavi več živali. Beloruski državni mediji poročajo, da Moldavija letno porabi 25.000-30.000 $ za program bizona.
Rezervat je nastal z namenom ohranjanja masiva poplavnih in močvirnih gozdov v dolini srednjega toka reke Prut, ohranjanja redkih in ogroženih vrst živali in rastlin. Pădurea Domnească je dom 49 vrstam sesalcev in več kot 150 vrstam ptic. 19 rastlinskih vrst z različnimi stopnjami nevarnosti izumrtja je vključenih na Rdeči seznam IUCN. Skupno je v rezervatu okoli 575 rastlinskih vrst.
Povprečna višina je od 40 do 60 m nad morsko gladino.

## Narava
Dragoceni naravni gozdni habitati obsegajo 3054 ha (52 % površine rezervata), umetno zasajeni gozdovi 32 %, travniki 3,3 %, poplavna območja 7,1 %. V bližini vasi Moara Domnească, na površini 123 ha, je star hrastov gozd z drevesi, starimi več kot 250 let in visokimi 35 m.
Poleg dragocenih gozdnih sestojev raste v rezervatu vsaj 31 redkih rastlinskih vrst, od tega jih je 12 kritično ogroženih v državi, 19 pa je (v različni meri) ogroženih v svetovnem merilu.
Med favno rezervata je 47 vrst sesalcev, 15 vrst plazilcev in dvoživk ter 159 vrst ptic, med katerimi izstopa ena najpomembnejših kolonij sivih čapelj v državi. Na zavarovanem območju je bilo opaženih 21 vrst redkih živali.
19. avgusta 2005 so v rezervat pripeljali prvega bizona v Moldaviji po 250 letih, ki so ga prejeli kot darilo iz Poljske: samca Podrywacz in dve samici, Pogwarka in Kagura. Leta 2014 se je njihovo število povečalo na šest. Živijo v napol prosti pokrajini na površini 300 ha.

## Pohodne poti
Rezervat je del več lokalnih pohodniških poti, ki povezujejo Pădurea Domnească in bližnje naravne znamenitosti.
- Krajinski rezervat O sută de movile (sto grobov), naravna pokrajina, prekrita z več kot 3500 gomilami, izviri in majhnimi jezerci.[11]
- Cheile Buteşti, soteska v bližini Buteştija. Apnenčaste pečine v soteski so dolge več kot 2 km, široke 125 metrov in visoke do 40 metrov.[12]
- Grebeni Stînca Mare, ostanki starodavnega apnenčastega koralnega grebena (pred milijoni let je bilo to območje dno morja). Je južno od Kobana, 1000 metrov dolg, 100 metrov širok in do 40 metrov visok.[13]
- Parcele hrastovih nasadov (123 ha), z ogromnimi hrasti starimi približno 250 let in visokimi do 35 m.[14]

## Galerija
- Sto gomil
- Sto gomil
- Soteska Buteşti
- Velika skala